# Grubbmyrans naturreservat
Grubbmyrans naturreservat är ett naturreservat i Strömsunds kommun i Jämtlands län.
Området är naturskyddat sedan 2025 och är 602 hektar stort. Reservatet ligger vid gränsen till Västerbottens län och består av öppna och trädklädda myrar och skogsmyrmosaiker.